# Arao, Kumamoto
Arao (荒尾市 Arao-shi) là một thành phố thuộc tỉnh Kumamoto, Nhật Bản. Thành phố được thành lập ngày 1 tháng 4 năm 1942.
Đến năm 2003, dân số thành phố là 56.822 người trên diện tích 57,15 km², mật độ 994,26 người/ km².